# Грінченко В'ячеслав Олександрович
В'ячеслав Олександрович Грінченко (21 червня або 21 вересня 1938, Красноград — 13 лютого 1998, Красноград) — український радянський оперний співак, який працював в УзРСР та РРФСР. Народний артист СРСР (1980).

## Життєпис
Народився 21 червня (за іншими джерелами — 21 вересня) 1938 року у Краснограді на Харківщині.
У 1965 році закінчив Ленінградську консерваторію, співав у виставах Оперної студії при консерваторії.
З 1966 року — соліст Державного театру опери та балету імені А. Навої (нині Великий театр імені Алішера Навої).
Виступав у концертах, перший виконавець ряду творів узбецьких композиторів. Гастролював за кордоном.
З 1986 по 1989 рік — соліст Московської філармонії.
В'ячеслав Грінченко помер 13 лютого 1998 року у Краснограді. Похований на міському кладовищі.

### Партії
- «Борис Годунов» М. П. Мусоргського — Борис Годунов;
- «Царева наречена» М. А. Римського-Корсакова — Собакін;
- «Князь Ігор» О. П. Бородина — Галицький, Кончак;
- «Русалка» О. С. Даргомижського — Мельник;
- «Пікова дама» П. І. Чайковського — Томський;
- «Дон Карлос» Дж. Верді — Філіп II;
- «Аїда» Дж. Верді — Рамфіс;
- «Севільський цирульник» Дж. Россіні — Дон Базиліо;
- «Фауст» Ш. Гуно — Мефістофель;
- «Кармен» Ж. Бізе — Ескамільйо;
- «Оптимістична трагедія» О. М. Холмінова — Вожак;
- «Петро Перший» А. П. Петрова — Петро.